# Hyacinthe Chabert
Hyacinthe Chabert é um personagem fictício da Comédia Humana de Honoré de Balzac. É o personagem título de Le Colonel Chabert. Não reaparece em nenhum outro romance da Comédia. É somente mencionado por Philippe Bridau em La Rabouilleuse, mas é um personagem forte que inspirou vários filmes e peças de teatro..
Abandonado na infância, ele participa da Campanha do Egito com Napoleão Bonaparte em 1799, que lhe concede a patente de coronel da Guarda Imperial, depois general às vésperas da batalha de Eylau. Ele faz um testamento no qual lega um quarto dos seus bens aos hospícios e se  casa com Rose Chapotel (mais tarde Condessa Ferraud), uma mundana que ele encontrou no Palais Royal.
Em Eylau, ele participa do ataque histórico de Joachim Murat, onde é ferido, mas declarado. O fato é anotado nos arquivos de Vitórias e conquistas. Tendo sido sobrevivido debaixo de um monte de cadáveres, ele leva muitos anos para voltar a Paris em 1818. Descobre, então, que seus bens foram liquidados, e sua esposa se casou novamente ce tem dois filhos. Rose Chapotel, tornada Condessa Ferraud, se recusa a admitir que o velho em trapos é seu marido. Ela tem por advogado o Mestre Derville, homem íntegro que, malgrado a inverossimilhança da situação do coronel Chabert, acredita nele e toma seu caso.
Quando Chabert chega ao escritório do advogado, os escrivãos zombam dele, mas Mestre Derville toma seu caso muito a sério. Ele se esforça por convencer a condessa a aceitar um encontro com o velho soldado, encontro que o advogado organiza em seu escritório. A condessa finge não reconhecer o seu antigo marido, mas na saída do escritório ela espera para levá-lo à sua casa de campo. Lá, ela finge carinho e Chabert está prestes a acreditar que Rose se interessa nele. Mas ele surpreende uma conversação em que ele descobre que Rose busca por todos os meios se desembarassar dele e dar-lhe o menos possível de dinheiro na transação proposta por Mestre Derville.
Enojado, o coronel abandona a ação judiciária e foge. Condenado à prisão por vagabundagem, Derville o reencontra em 1840, como pensionário do hospício de Bicêtre, número 164. 